# Hans-Alfred Rosenthal
Hans-Alfred Rosenthal (* 22. August 1924 in Berlin; † 20. April 2009) war ein deutscher Virologe und bis 1989 Direktor des Instituts für Virologie der Charité in Berlin.

## Leben
Hans-Alfred Rosenthal wurde 1924 in Berlin als einziger Sohn von Alfred Moritz Rosenthal und seiner Ehefrau Charlotte Henriette Martha, geb. Möbius, geboren. Während des Zweiten Weltkrieges musste er als Zwangsarbeiter bei der Firma Ehrich & Graetz arbeiten. Nach dem Ende des Krieges studierte er Biologie. 1965 promovierte er mit einem virologischen Thema an der Humboldt-Universität zu Berlin, an der er zehn Jahre später auch habilitiert wurde. In der Folgezeit wirkte er bis zu seiner Emeritierung im Jahr 1989 als Professor an der Humboldt-Universität und als Direktor des Instituts für Virologie der Berliner Charité.
Er war verheiratet mit der Genetikerin Sinaida Rosenthal und starb 2009. Einer seiner beiden Söhne ist der Genomforscher André Rosenthal.